# Amazon Conservation Team
A Amazon Conservation Team (ACT) é uma organização socioambiental que trabalha em parceria com povos indígenas e outros povos e comunidades tradicionais na conservação da biodiversidade da floresta amazônica, bem como da sua terra e cultura. Sua atuação concentra-se na Amazônia, oferecendo apoio aos povos indígenas e comunidades tradicionais da floresta em iniciativas voltadas à conservação e ao monitoramento de seus territórios ancestrais. Além disso, trabalha para fortalecer sua governança e promover seus modos de vida sustentáveis.
Além de proteger a floresta amazônica e sua biodiversidade, a ACT trabalha para proteger as tradições medicinais indígenas e os direitos de propriedade intelectual das comunidades indígenas da América do Sul.      
A ACT foi formada em 1996 pelo etnobotânico norte-americano Mark Plotkin e pela conservacionista costarriquenha Liliana Madrigal. No Brasil, a ACT foi constituída em 2019 como organização sem fins lucrativos. Além da sede em Brasília, a organização possui escritórios em Manaus e Macapá. Há também um escritório global nos Estados Unidos e escritórios na Colômbia e no Suriname. 